# Kinin (peptid)
Kinini su grupa strukturno srodnih polipeptida iz autakoidne familije.
Kinini su deo kinin-kalikreinskog sistema.
U botanici, biljni hormoni citokinini su ranije bili nazivani kininima, ali je ime promenjeno da bi se izbegla zabuna.

## Literatura
- Galuszka P, Spíchal L, Kopečný D, Tarkowski P, Frébortová J, Šebela M and Frébort Ivo (2008). „Metabolism of plant hormones cytokinins and their function in signaling, cell differentiation and plant development”.  Ур.: Atta-ur-Rahman. Bioactive Natural Products. Studies in Natural Products Chemistry. 34. стр. 203—264. ISBN 9780444531803. doi:10.1016/S1572-5995(08)80028-2.
- Seth (2008). Textbook Of Pharmacology. Elsevier India. стр. 603—. ISBN 978-81-312-1158-8. Приступљено 25. 11. 2010.
- Offermanns, Stefan; Rosenthal, Walter (2008). Encyclopedia of Molecular Pharmacology. Springer. стр. 673—. ISBN 978-3-540-38916-3. Приступљено 11. 12. 2010.
- Ahrens, Franklin A. (1996). Pharmacology. Wiley-Blackwell. стр. 45—. ISBN 978-0-683-00085-6. Приступљено 25. 11. 2010.

## Spoljašnje veze
- Kinins на 
- Sistem formiranja kinina